# Delosaphes chlorostaura
Delosaphes chlorostaura är en fjärilsart som beskrevs av Edward Meyrick 1938. Delosaphes chlorostaura ingår i släktet Delosaphes och familjen praktmalar, Oecophoridae. Inga underarter finns listade i Catalogue of Life.